# Radka Kovaříková
Radka Kovaříková (Brno, 26 febbraio 1975) è un'ex pattinatrice artistica su ghiaccio cecoslovacca naturalizzata ceca, specializzata nel pattinaggio artistico su ghiaccio a coppie.

## Palmarès
Con René Novotný
| Internazionali                    | Internazionali | Internazionali | Internazionali | Internazionali | Internazionali | Internazionali | Internazionali |
| Evento                            | 1988–89        | 1989–90        | 1990–91        | 1991–92        | 1992–93        | 1993–94        | 1994–95        |
| --------------------------------- | -------------- | -------------- | -------------- | -------------- | -------------- | -------------- | -------------- |
| Giochi olimpici invernali         |                |                |                | 4°             |                | 6°             |                |
| Campionati mondiali               |                | 8°             | 6°             | 2°             | 4°             | 5°             | 1°             |
| Campionati europei                |                | 6°             | 4°             | 4°             | 4°             | 4°             | 2°             |
| Skate America                     |                |                | 2°             |                | 2°             |                | 3°             |
| Skate Canada                      |                |                |                |                |                | 2°             |                |
| Int. de Paris / Trophée de France |                | 3°             |                | 2°             | 2°             |                | 4°             |
| NHK Trophy                        |                |                | 6°             | 2°             |                | 2°             | 2°             |
| Nations Cup                       |                |                | 3°             | 3°             |                |                |                |
| Nebelhorn Trophy                  |                | 3°             |                |                |                |                |                |
| Prague Skate                      |                | 1°             |                |                |                |                |                |
| Skate Electric                    |                | 3°             | 3°             |                |                |                |                |
| Nazionali                         |                |                |                |                |                |                |                |
| Campionati della Repubblica Ceca  |                |                |                |                |                | 1°             |                |
| Campionati cecoslovacchi          | 1°             | 1°             |                |                |                |                |                |

| Internazionali                     | Internazionali | Internazionali |
| Evento                             | 1995           | 1997           |
| ---------------------------------- | -------------- | -------------- |
| Campionati mondiali professionisti | 1°             | 1°             |